# Torneo Argentino de Clubes de voleibol 2020
El Torneo Argentino de Clubes de 2020 será la decimoséptima edición del torneo más importante a nivel de clubes organizado por FeVA para equipos de voleibol masculino, por detrás de la Liga de Voleibol Argentina (organizada por ACLAV). En esta edición participarán catorce equipos y comenzará el 17 de enero de 2020. Debido a la decisión del gobierno argentino de establecer cuarentena obligatoria hasta el 13 de abril de 2020 por la pandemia del COVID-19, la FeVA decidió suspender el campeonato el 1 de abril de 2020 luego de postergar el inicio de la tercera fase sin determinar posiciones finales ni producir los descensos establecidos.

## Equipos participantes
- Tucumán de Gimnasia, Tucumán
- Instituto Carlos Pellegrini, Tucumán
- Policial, Catamarca
- Salta Vóley, Salta
- Regatas de Corrientes, Corrientes
- Amuvoca, El Calafate
- UVT, San Juan
- Vélez Sarsfield, Ciudad de Buenos Aires
- San Lorenzo de Almagro, Ciudad de Buenos Aires
- Sociedad de fomento General Belgrano, Torcuato/Buenos Aires.
- Once Unidos, Mar del Plata
- Paracao, Paraná
- Villa Dora, Santa Fe
- Club Rosario, Rosario
- Selección Argentina

## Desarrollo del torneo

### Primera fase

#### Zona A
| Pos. | Equipo                      | Pts | Partidos | Partidos | Partidos | Sets | Sets |
| Pos. | Equipo                      | Pts | PJ       | PG       | PP       | SG   | SP   |
| ---- | --------------------------- | --- | -------- | -------- | -------- | ---- | ---- |
| 1.º  | Policial                    | 23  | 8        | 8        | 0        | 24   | 2    |
| 2.º  | Tucumán de Gimnasia         | 19  | 8        | 6        | 2        | 20   | 8    |
| 3.º  | Regatas Corrientes          | 8   | 8        | 3        | 5        | 9    | 17   |
| 4.º  | Salta Voley                 | 6   | 8        | 2        | 6        | 7    | 18   |
| 5.º  | Instituto Carlos Pellegrini | 4   | 8        | 1        | 7        | 7    | 22   |

Primer weekend
| 17 de enero, 21:30 | Regatas Corrientes | 0 - 3                           | Policial |  |  |
|                    |                    | ( 15-25, 20-25, 17-25 ) Reporte |          |  |  |

| 18 de enero, 22:00 | Salta Voley | 3 - 0                           | Instituto Carlos Pellegrini |  |  |
|                    |             | ( 29-27, 25-17, 25-22 ) Reporte |                             |  |  |

| 19 de enero, 21:30 | Salta Voley | 0 - 3                           | Tucumán de Gimnasia |  |  |
|                    |             | ( 20-25, 19-25, 16-25 ) Reporte |                     |  |  |

Segundo weekend
| 24 de enero, 21:00 | Regatas Corrientes | 3 - 2                                         | Instituto Carlos Pellegrini |  |  |
|                    |                    | ( 26-28, 25-15, 25-15, 20-25, 15-12 ) Reporte |                             |  |  |

| 24 de enero, 22:00 | Policial | 3 - 0                           | Tucumán de Gimnasia |  |  |
|                    |          | ( 25-15, 25-16, 25-20 ) Reporte |                     |  |  |

| 25 de enero, 21:00 | Regatas Corrientes | 0 - 3                           | Tucumán de Gimnasia |  |  |
|                    |                    | ( 22-25, 16-25, 17-25 ) Reporte |                     |  |  |

| 25 de enero, 21:30 | Policial | 3 - 0                           | Instituto Carlos Pellegrini |  |  |
|                    |          | ( 25-19, 25-18, 25-14 ) Reporte |                             |  |  |

Tercer weekend
| 1 de febrero, 21:30 | Instituto Carlos Pellegrini | 1 - 3                                  | Tucumán de Gimnasia |  |  |
|                     |                             | ( 23-25, 25-22, 18-25, 17-25 ) Reporte |                     |  |  |

| 1 de febrero, 21:30 | Policial | 3 - 0                           | Salta Voley |  |  |
|                     |          | ( 25-15, 25-21, 25-18 ) Reporte |             |  |  |

| 2 de febrero, 21:30 | Regatas Corrientes | 3 - 0                           | Salta Voley |  |  |
|                     |                    | ( 25-20, 26-24, 28-26 ) Reporte |             |  |  |

Cuarto weekend
| 7 de febrero, 21:30 | Policial | 3 - 0                           | Regatas Corrientes |  |  |
|                     |          | ( 25-14, 25-20, 25-12 ) Reporte |                    |  |  |

| 8 de febrero, 21:30 | Instituto Carlos Pellegrini | 3 - 1                                  | Salta Voley |  |  |
|                     |                             | ( 25-18, 24-26, 25-20, 26-24 ) Reporte |             |  |  |

| 9 de febrero, 21:00 | Tucumán de Gimnasia | 3 - 0                           | Salta Voley |  |  |
|                     |                     | ( 25-19, 25-14, 26-24 ) Reporte |             |  |  |

Quinto weekend
| 15 de febrero, 21:00 | Tucumán de Gimnasia | 3 - 1                                  | Instituto Carlos Pellegrini |  |  |
|                      |                     | ( 25-20, 19-25, 25-21, 25-16 ) Reporte |                             |  |  |

Sexto weekend
| 20 de febrero, 21:00 | Salta Voley | 0 - 3                           | Policial |  |  |
|                      |             | ( 17-25, 16-25, 21-25 ) Reporte |          |  |  |

| 21 de febrero, 21:00 | Salta Voley | 3 - 0                           | Regatas Corrientes |  |  |
|                      |             | ( 25-19, 25-20, 25-21 ) Reporte |                    |  |  |

| 22 de febrero, 20:00 | Tucumán de Gimnasia | 3 - 0                           | Regatas Corrientes |  |  |
|                      |                     | ( 25-12, 25-17, 25-17 ) Reporte |                    |  |  |

| 22 de febrero, 22:00 | Instituto Carlos Pellegrini | 0 - 3                           | Policial |  |  |
|                      |                             | ( 19-25, 15-25, 21-25 ) Reporte |          |  |  |

| 23 de febrero, 20:00 | Instituto Carlos Pellegrini | 0 - 3                           | Regatas Corrientes |  |  |
|                      |                             | ( 16-25, 22-25, 31-33 ) Reporte |                    |  |  |

| 23 de febrero, 22:00 | Tucumán de Gimnasia | 2 - 3                                         | Policial |  |  |
|                      |                     | ( 25-19, 20-25, 25-20, 19-25, 14-16 ) Reporte |          |  |  |

#### Zona B
| Pos. | Equipo              | Pts | Partidos | Partidos | Partidos | Sets | Sets |
| Pos. | Equipo              | Pts | PJ       | PG       | PP       | SG   | SP   |
| ---- | ------------------- | --- | -------- | -------- | -------- | ---- | ---- |
| 1.º  | Paracao             | 19  | 8        | 7        | 1        | 23   | 10   |
| 2.º  | San Lorenzo         | 18  | 8        | 6        | 2        | 22   | 11   |
| 3.º  | Once Unidos         | 12  | 8        | 3        | 5        | 16   | 15   |
| 4.º  | Vélez Sarsfield     | 10  | 8        | 4        | 4        | 14   | 19   |
| 5.º  | Selección Argentina | 1   | 8        | 0        | 8        | 2    | 24   |

Primer weekend
| 18 de enero, 21:00 | Once Unidos | 3 - 0                           | Selección Argentina |  |  |
|                    |             | ( 25-17, 25-16, 26-24 ) Reporte |                     |  |  |

| 18 de enero, 21:00 | Paracao | 3 - 2                                         | San Lorenzo |  |  |
|                    |         | ( 23-25, 25-14, 25-21, 20-25, 15-13 ) Reporte |             |  |  |

| 19 de enero, 20:30 | Paracao | 3 - 2                                        | Vélez Sarsfield |  |  |
|                    |         | ( 25-15, 27-29, 25-19, 27-29, 15-9 ) Reporte |                 |  |  |

| 19 de enero, 21:00 | Once Unidos | 3 - 0                           | Selección Argentina |  |  |
|                    |             | ( 25-21, 25-13, 25-21 ) Reporte |                     |  |  |

Segundo weekend
| 25 de enero, 20:00 | Vélez Sarsfield | 3 - 2                                         | San Lorenzo |  |  |
|                    |                 | ( 30-28, 27-25, 19-25, 21-25, 15-13 ) Reporte |             |  |  |

| 25 de enero, 21:00 | Once Unidos | 1 - 3                                  | Paracao |  |  |
|                    |             | ( 22-25, 19-25, 28-26, 23-25 ) Reporte |         |  |  |

Tercer weekend
| 1 de febrero, 16:00 | San Lorenzo | 3 - 2                                        | Once Unidos |  |  |
|                     |             | ( 25-20, 20-25, 22-25, 26-24, 15-6 ) Reporte |             |  |  |

| 2 de febrero, 20:00 | Vélez Sarsfield | 3 - 2                                         | Once Unidos |  |  |
|                     |                 | ( 21-25, 25-16, 25-23, 20-25, 15-13 ) Reporte |             |  |  |

Cuarto weekend
| 6 de febrero, 21:00 | San Lorenzo | 3 - 0                           | Selección Argentina |  |  |
|                     |             | ( 25-18, 25-14, 25-15 ) Reporte |                     |  |  |

| 7 de febrero, 21:00 | Vélez Sarsfield | 3 - 0                           | Selección Argentina |  |  |
|                     |                 | ( 25-16, 25-17, 25-15 ) Reporte |                     |  |  |

| 8 de febrero, 21:00 | San Lorenzo | 3 - 2                                        | Paracao |  |  |
|                     |             | ( 23-25, 22-25, 25-22, 27-25, 15-9 ) Reporte |         |  |  |

| 9 de febrero, 20:30 | Vélez Sarsfield | 0 - 3                           | Paracao |  |  |
|                     |                 | ( 19-25, 15-25, 13-25 ) Reporte |         |  |  |

Quinto weekend
| 14 de febrero, 20:00 | Selección Argentina | 0 - 3                           | San Lorenzo |  |  |
|                      |                     | ( 18-25, 18-25, 11-25 ) Reporte |             |  |  |

| 15 de febrero, 21:30 | Paracao | 3 - 2                                         | Once Unidos |  |  |
|                      |         | ( 22-25, 31-33, 25-19, 25-21, 15-11 ) Reporte |             |  |  |

| 16 de febrero, 20:00 | Selección Argentina | 2 - 3                                         | Vélez Sarsfield |  |  |
|                      |                     | ( 14-25, 18-25, 25-22, 26-24, 14-16 ) Reporte |                 |  |  |

Sexto weekend
| 20 de febrero, 21:00 | Once Unidos | 0 - 3                           | San Lorenzo |  |  |
|                      |             | ( 18-25, 28-30, 29-31 ) Reporte |             |  |  |

| 21 de febrero, 21:00 | Once Unidos | 3 - 0                           | Vélez Sarsfield |  |  |
|                      |             | ( 29-27, 25-20, 25-21 ) Reporte |                 |  |  |

| 21 de febrero, 21:00 | Paracao | 3 - 0                          | Selección Argentina |  |  |
|                      |         | ( 25-21, 25-9, 25-19 ) Reporte |                     |  |  |

| 22 de febrero, 21:00 | Paracao | 3 - 0                           | Selección Argentina |  |  |
|                      |         | ( 25-16, 25-17, 25-13 ) Reporte |                     |  |  |

| 23 de febrero, 19:30 | San Lorenzo | 3 - 1                                  | Vélez Sarsfield |  |  |
|                      |             | ( 25-22, 25-20, 22-25, 25-18 ) Reporte |                 |  |  |

#### Zona C
| Pos. | Equipo       | Pts | Partidos | Partidos | Partidos | Sets | Sets |
| Pos. | Equipo       | Pts | PJ       | PG       | PP       | SG   | SP   |
| ---- | ------------ | --- | -------- | -------- | -------- | ---- | ---- |
| 1.º  | UVT          | 17  | 6        | 6        | 0        | 18   | 5    |
| 2.º  | Club Rosario | 10  | 6        | 3        | 3        | 13   | 10   |
| 3.º  | Villa Dora   | 8   | 6        | 3        | 3        | 11   | 14   |
| 4.º  | Amuvoca      | 1   | 6        | 0        | 6        | 5    | 18   |

Primer weekend
| 18 de enero, 20:30 | Villa Dora | 0 - 3                           | Club Rosario |  |  |
|                    |            | ( 25-27, 22-25, 22-25 ) Reporte |              |  |  |

Segundo weekend
| 24 de enero, 20:00 | Club Rosario | 2 - 3                                         | Villa Dora |  |  |
|                    |              | ( 25-19, 25-23, 16-25, 20-25, 11-15 ) Reporte |            |  |  |

| 28 de enero, 22:00 | UVT | 3 - 1                                  | Amuvoca |  |  |
|                    |     | ( 25-20, 23-25, 25-22, 25-16 ) Reporte |         |  |  |

Tercer weekend
| 30 de enero, 21:00 | Villa Dora | 3 - 1                                  | Amuvoca |  |  |
|                    |            | ( 16-25, 25-23, 25-14, 25-15 ) Reporte |         |  |  |

| 1 de febrero, 20:00 | Club Rosario | 3 - 0                           | Amuvoca |  |  |
|                     |              | ( 25-18, 25-14, 25-17 ) Reporte |         |  |  |

Cuarto weekend
| 6 de febrero, 21:00 | Amuvoca | 0 - 3                           | UVT |  |  |
|                     |         | ( 17-25, 19-25, 13-25 ) Reporte |     |  |  |

| 7 de febrero, 19:00 | Villa Dora | 2 - 3                                         | UVT |  |  |
|                     |            | ( 19-25, 25-21, 25-22, 21-25, 11-15 ) Reporte |     |  |  |

| 7 de febrero, 21:00 | Amuvoca | 3 - 1                                  | Club Rosario |  |  |
|                     |         | ( 13-25, 26-28, 31-29, 22-25 ) Reporte |              |  |  |

| 8 de febrero, 19:00 | Club Rosario | 1 - 3                                  | UVT |  |  |
|                     |              | ( 25-22, 17-25, 23-25, 17-25 ) Reporte |     |  |  |

| 8 de febrero, 21:00 | Amuvoca | 2 - 3                                         | Villa Dora |  |  |
|                     |         | ( 25-23, 23-25, 20-25, 25-17, 13-15 ) Reporte |            |  |  |

Sexto weekend
| 21 de febrero, 21:00 | UVT | 3 - 0                           | Villa Dora |  |  |
|                      |     | ( 26-24, 25-16, 25-17 ) Reporte |            |  |  |

| 23 de febrero, 21:00 | UVT | 3 - 1                                  | Club Rosario |  |  |
|                      |     | ( 25-18, 28-30, 25-22, 25-22 ) Reporte |              |  |  |

### Segunda fase

#### Zona D
| Pos. | Equipo             | Pts | Partidos | Partidos | Partidos | Sets | Sets |
| Pos. | Equipo             | Pts | PJ       | PG       | PP       | SG   | SP   |
| ---- | ------------------ | --- | -------- | -------- | -------- | ---- | ---- |
| 1.º  | UVT                | 6   | 2        | 2        | 0        | 6    | 0    |
| 2.º  | Vélez Sarsfield    | 3   | 2        | 1        | 1        | 3    | 3    |
| 3.º  | Regatas Corrientes | 0   | 2        | 0        | 2        | 0    | 6    |

Séptimo weekend (San Juan)
| 6 de marzo, 21:00 | UVT | 3 - 0                           | Regatas Corrientes |  |  |
|                   |     | ( 25-15, 25-17, 25-17 ) Reporte |                    |  |  |

| 7 de marzo, 21:00 | Regatas Corrientes | 0 - 3                           | Vélez Sarsfield |  |  |
|                   |                    | ( 24-26, 25-27, 20-25 ) Reporte |                 |  |  |

| 8 de marzo, 21:30 | UVT | 3 - 0                           | Vélez Sarsfield |  |  |
|                   |     | ( 25-20, 25-21, 25-20 ) Reporte |                 |  |  |

#### Zona E
| Pos. | Equipo       | Pts | Partidos | Partidos | Partidos | Sets | Sets |
| Pos. | Equipo       | Pts | PJ       | PG       | PP       | SG   | SP   |
| ---- | ------------ | --- | -------- | -------- | -------- | ---- | ---- |
| 1.º  | Once Unidos  | 6   | 2        | 2        | 0        | 2    | 6    |
| 2.º  | Club Rosario | 3   | 2        | 1        | 1        | 3    | 3    |
| 3.º  | Salta Voley  | 0   | 2        | 0        | 2        | 1    | 6    |

Séptimo weekend (Rosario)
| 6 de marzo, 21:00 | Club Rosario | 3 - 0                           | Salta Voley |  |  |
|                   |              | ( 25-21, 25-18, 25-18 ) Reporte |             |  |  |

| 7 de marzo, 21:00 | Once Unidos | 3 - 1                                  | Salta Voley |  |  |
|                   |             | ( 24-26, 25-15, 25-19, 25-18 ) Reporte |             |  |  |

| 8 de marzo, 21:00 | Club Rosario | 1 - 3                                  | Once Unidos |  |  |
|                   |              | ( 27-25, 14-25, 14-25, 23-25 ) Reporte |             |  |  |

#### Zona F
| Pos. | Equipo              | Pts | Partidos | Partidos | Partidos | Sets | Sets |
| Pos. | Equipo              | Pts | PJ       | PG       | PP       | SG   | SP   |
| ---- | ------------------- | --- | -------- | -------- | -------- | ---- | ---- |
| 1.º  | Paracao             | 4   | 2        | 1        | 1        | 5    | 4    |
| 2.º  | Tucumán de Gimnasia | 3   | 2        | 1        | 1        | 5    | 5    |
| 3.º  | Villa Dora          | 2   | 2        | 1        | 1        | 4    | 5    |

Séptimo weekend (Santa Fe)
| 6 de marzo, 21:00 | Villa Dora | 3 - 2                                         | Tucumán de Gimnasia |  |  |
|                   |            | ( 25-23, 15-25, 29-31, 25-21, 15-11 ) Reporte |                     |  |  |

| 7 de marzo, 19:00 | Paracao | 2 - 3                                         | Tucumán de Gimnasia |  |  |
|                   |         | ( 23-25, 25-15, 25-27, 25-23, 13-15 ) Reporte |                     |  |  |

| 8 de marzo, 18:00 | Villa Dora | 1 - 3                                  | Paracao |  |  |
|                   |            | ( 16-25, 25-21, 22-25, 21-25 ) Reporte |         |  |  |

#### Zona G
| Pos. | Equipo                      | Pts | Partidos | Partidos | Partidos | Sets | Sets |
| Pos. | Equipo                      | Pts | PJ       | PG       | PP       | SG   | SP   |
| ---- | --------------------------- | --- | -------- | -------- | -------- | ---- | ---- |
| 1.º  | Policial                    | 9   | 3        | 3        | 0        | 9    | 0    |
| 2.º  | San Lorenzo                 | 6   | 3        | 2        | 1        | 6    | 3    |
| 3.º  | Amuvoca                     | 2   | 3        | 1        | 2        | 3    | 8    |
| 4.º  | Instituto Carlos Pellegrini | 1   | 3        | 0        | 3        | 2    | 9    |

Séptimo weekend (Formosa)
| 6 de marzo, 19:00 | San Lorenzo | 3 - 0                           | Instituto Carlos Pellegrini |  |  |
|                   |             | ( 25-12, 25-19, 25-21 ) Reporte |                             |  |  |

| 6 de marzo, 21:00 | Policial | 3 - 0                           | Amuvoca |  |  |
|                   |          | ( 25-18, 25-14, 25-15 ) Reporte |         |  |  |

| 7 de marzo, 19:00 | San Lorenzo | 3 - 0                           | Amuvoca |  |  |
|                   |             | ( 25-17, 25-12, 25-14 ) Reporte |         |  |  |

| 7 de marzo, 21:00 | Policial | 3 - 0                           | Instituto Carlos Pellegrini |  |  |
|                   |          | ( 25-20, 25-20, 25-13 ) Reporte |                             |  |  |

| 8 de marzo, 19:00 | Instituto Carlos Pellegrini | 2 - 3                                         | Amuvoca |  |  |
|                   |                             | ( 25-22, 25-22, 24-26, 15-25, 13-15 ) Reporte |         |  |  |

| 8 de marzo, 21:00 | Policial | 3 - 0                           | San Lorenzo |  |  |
|                   |          | ( 25-17, 25-18, 25-18 ) Reporte |             |  |  |

### Tercera fase

#### Zona H
| Pos. | Equipo              | Pts | Partidos | Partidos | Partidos | Sets | Sets |
| Pos. | Equipo              | Pts | PJ       | PG       | PP       | SG   | SP   |
| ---- | ------------------- | --- | -------- | -------- | -------- | ---- | ---- |
| 1.º  | Policial            |     |          |          |          |      |      |
| 2.º  | Paracao             |     |          |          |          |      |      |
| 3.º  | Tucumán de Gimnasia |     |          |          |          |      |      |
| 4.º  | San Lorenzo         |     |          |          |          |      |      |

#### Zona I
| Pos. | Equipo          | Pts | Partidos | Partidos | Partidos | Sets | Sets |
| Pos. | Equipo          | Pts | PJ       | PG       | PP       | SG   | SP   |
| ---- | --------------- | --- | -------- | -------- | -------- | ---- | ---- |
| 1.º  | UVT             |     |          |          |          |      |      |
| 2.º  | Once Unidos     |     |          |          |          |      |      |
| 3.º  | Club Rosario    |     |          |          |          |      |      |
| 4.º  | Vélez Sarsfield |     |          |          |          |      |      |